# Julius Brekkan
Julius Anders Birk Brekkan, född 14 juli 2000, är en svensk fotbollsspelare som spelar för Gamla Upsala SK. 
Hans far, Einar Brekkan, är en före detta allsvensk fotbollsspelare.

## Karriär

### Tidig karriär
Brekkans moderklubb är Sunnersta AIF. Därefter spelade han ungdomsfotboll i IK Sirius. 2016 spelade Brekkan för AIK. Därefter återvände han till IK Sirius.

### Dalkurd FF
Inför säsongen 2019 värvades Brekkan av Dalkurd FF, där han skrev på ett treårskontrakt. Brekkan gjorde sin Superettan-debut den 20 juli 2019 i en 1–0-vinst över Varbergs BoIS, där han blev inbytt på övertid mot Kerfala Cissoko. Säsongen 2020 spelade Brekkan även på lån i samarbetsklubben Uppsala-Kurd.

### Gamla Upsala SK
Säsongen 2021 gick Brekkan till division 2-klubben Gamla Upsala SK.